# Олта (Флорида)
Олта (англ. Altha) — небольшой город (таун), расположенный в округе Калхун (штат Флорида, США) с населением в 506 человек по статистическим данным переписи 2000 года.

## География
По данным Бюро переписи населения США город Олта имеет общую площадь в 3,63 квадратных километров, водных ресурсов в черте населённого пункта не имеется.
Город Олта расположен на высоте 62 м над уровнем моря.

## Демография

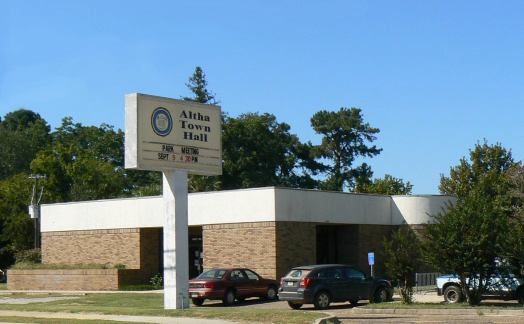
Здание муниципального самоуправления

По данным переписи населения 2000 года в Олтe проживало 506 человек, 128 семей, насчитывалось 204 домашних хозяйств и 226 жилых домов. Средняя плотность населения составляла около 139,39 человек на один квадратный километр. Расовый состав населённого пункта распределился следующим образом: 95,85 % белых, 0,20 % — чёрных или афроамериканцев, 0,40 % — коренных американцев, 0,20 % — азиатов, 0,79 % — представителей смешанных рас, 2,57 % — других народностей. Испаноговорящие составили 5,93 % от всех жителей.
Из 204 домашних хозяйств в 30,9 % воспитывали детей в возрасте до 18 лет, 44,6 % представляли собой совместно проживающие супружеские пары, в 13,2 % семей женщины проживали без мужей, 36,8 % не имели семей. 31,9 % от общего числа семей на момент переписи жили самостоятельно, при этом 16,2 % составили одинокие пожилые люди в возрасте 65 лет и старше. Средний размер домашнего хозяйства составил 2,48 человек, а средний размер семьи — 3,04 человек.
Население муниципалитета по возрастному диапазону по данным переписи 2000 года распределилось следующим образом: 25,5 % — жители младше 18 лет, 9,5 % — между 18 и 24 годами, 28,1 % — от 25 до 44 лет, 20,8 % — от 45 до 64 лет и 16,2 % — в возрасте 65 лет и старше. Средний возраст жителей составил 38 лет. На каждые 100 женщин в Олтe приходилось 94,6 мужчин, при этом на каждые сто женщин 18 лет и старше приходилось 92,3 мужчин также старше 18 лет.
Средний доход на одно домашнее хозяйство составил 27 917 долларов США, а средний доход на одну семью — 40 156 долларов. При этом мужчины имели средний доход в 26 389 долларов США в год против 22 000 долларов среднегодового дохода у женщин. Доход на душу населения составил 27 917 долларов в год. 8,5 % от всего числа семей в населённом пункте и 17,3 % от всей численности населения находилось на момент переписи населения за чертой бедности, при этом 7,2 % из них были моложе 18 лет и 29,2 % — в возрасте 65 лет и старше.